# HMAS Armidale (ACPB 83)
Pour les articles homonymes, voir HMAS Armidale.
Le HMAS Armidale (ACPB 83), nommé d’après la ville d’Armidale, en Nouvelle-Galles du Sud, est le navire de tête de la classe Armidale de patrouilleurs servant dans la Royal Australian Navy (RAN). Il a été mis en service en juin 2005 et mis hors service en mars 2023.

## Conception et construction
Les patrouilleurs de la classe Armidale mesurent 56,8 mètres de long, avec une largeur de 9,7 mètres, un tirant d'eau de 2,7 mètres et un déplacement standard de 270 tonnes. Leur coque en V à mi-carène est fabriquée en alliage d’aluminium, et chaque navire est construit selon une combinaison des normes Det Norske Veritas pour les engins légers à grande vitesse et des exigences de la RAN. Les patrouilleurs de classe Armidale peuvent se déplacer à une vitesse maximale de 25 nœuds (46 km/h) et sont propulsés par deux arbres d'hélice, chacun relié à un moteur Diesel MTU 16V M70. Les navires ont une autonomie de 3000 milles marins (5600 km) à une vitesse de 12 nœuds (22 km/h), ce qui leur permet de patrouiller autour des territoires lointains de l’Australie. Ils sont conçus pour des patrouilles standards de 21 jours, avec une autonomie maximale de 42 jours,.
L’armement principal des patrouilleurs de classe Armidale est un affût stabilisé de canon Rafael Typhoon, équipé d’un canon mitrailleur de 25 millimètres M242 Bushmaster. Deux mitrailleuses de 12,7 millimètres (0,50 pouce) sont également transportées. Les opérations d’embarquement sont effectuées par deux bateaux pneumatiques semi-rigides (RHIB) de 7,2 mètres propulsés par hydrojet. Chaque RHIB est stocké dans son bossoir dédié, et est capable d’opérer indépendamment du patrouilleur car il transporte son propre équipement de communication, de navigation et de sécurité,.
Chaque patrouilleur dispose d’un équipage standard de 21 personnes, avec un maximum de 29 personnes,,. Un compartiment d’hébergement auxiliaire de 20 couchettes a été inclus dans la conception pour le transport de soldats, de pêcheurs illégaux ou d’immigrants clandestins arrêtés. Dans les deux derniers cas, le compartiment peut être fermé de l’extérieur. Cependant, un dysfonctionnement dans les installations de traitement des eaux usées à bord du HMAS Maitland en août 2006 a envoyé du sulfure d'hydrogène et du monoxyde de carbone dans le compartiment, intoxicant quatre marins travaillant à l’intérieur, sans causer leur mort. Après cela, l’utilisation du compartiment pour l’hébergement a été interdite dans toute la classe,.

## Historique opérationnel
Le HMAS Armidale a été construit par Austal à Henderson (Australie-Occidentale). Il a été mis en service dans la RAN le 24 juin 2005 au HMAS Coonawarra à Darwin,.
Le HMAS Armidale était basé à Darwin et effectuait des patrouilles de protection des frontières et de protection des pêches. Il a mené une grande variété d’opérations aux côtés de l’Australian Border Force, de l’Australian Fisheries Management Authority et de la police fédérale australienne. 
Le 19 avril 2006, alors qu’il était en route vers les îles Salomon, le HMAS Armidale a été dérouté vers les îles isolées de Tofua et Kao, aux Tonga, pour secourir 17 civils australiens et américains qui faisaient partie du Corps de la paix américain, bloqués en raison de conditions météorologiques difficiles. Ils ont été emmenés aux Tonga.
Après le début des manifestations aux Îles Salomon fin 2021, le gouvernement australien a déployé le HMAS Armidale en plus d’une équipe d’officiers de l’armée australienne et de la police fédérale australienne pour aider la police royale des Îles Salomon à réprimer les troubles,.
Le patrouilleur a été mis hors service au HMAS Coonawarra à Darwin le 30 mars 2023, après 17 ans de service. Au cours de sa carrière, le HMAS Armidale a navigué sur plus de 571000 milles marins, et a visité de nombreux ports dans d’autres pays d’Asie et du Pacifique, notamment Port-Vila, Apia, Rarotonga, Nukuʻalofa, Suva, Honiara, Kota Kinabalu, Cebu, Palaos, Kupang, Singapour, Brunei, Funafuti et Nouméa.